# الرياضة في آسيا

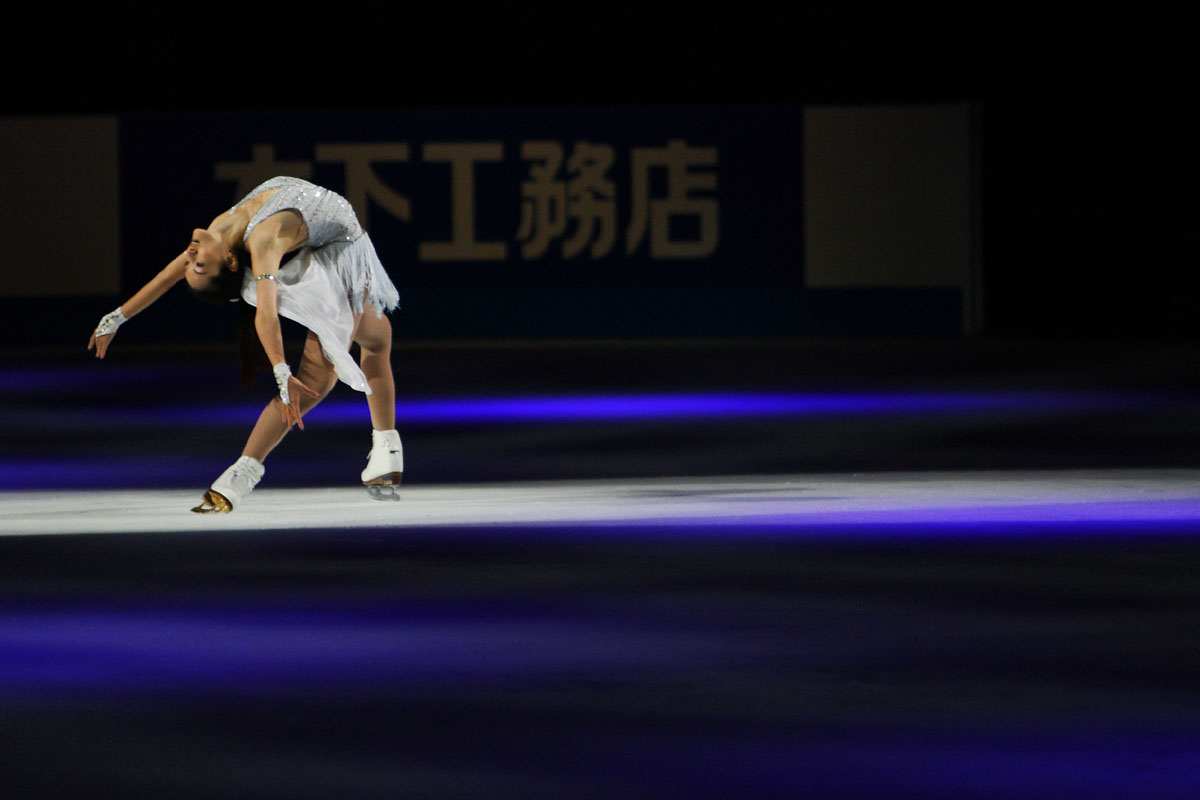
شيزوكا أراكاوا خلال بطولة اليابان للألعاب الرياضية المفتوحة

كرة القدم هي الرياضة الأكثر شعبية في جميع البلدان الآسيوية تقريبًا. تعد الكريكيت ثاني أكثر الرياضات شعبية في آسيا. تشمل الرياضات الأخرى المشهورة في آسيا لعبة البيسبول وكرة السلة وكرة الريشة وتنس الطاولة وغيرها.

## كرة القدم

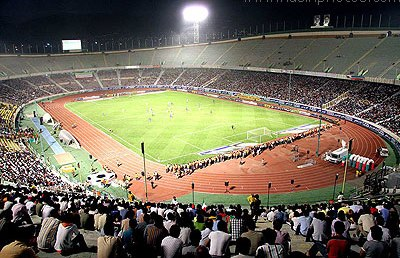
استاد آزادي في إيران

تأسس الاتحاد الآسيوي لكرة القدم عام 1954، وينظم العديد من البطولات للمنتخبات الوطنية وعلى الأخص كأس الاتحاد الآسيوي لكرة القدم منذ عام 1956، وكأس الاتحاد الآسيوي للسيدات منذ عام 1975، وكذلك البطولات المؤهلة لكأس العالم وكأس العالم للسيدات ودورة الألعاب الاولمبية الصيفية. دوري أبطال آسيا هو بطولة آسيا الأولى للأندية التي أقيمت لأول مرة عام 1967.
ينقسم أعضاء الاتحاد الآسيوي إلى خمس اتحادات إقليمية، وهي الغرب والوسط والجنوب والشرق والجنوب الشرقي. هذه الاتحادات تنظم بطولات كرة القدم الإقليمية.
وكانت الدول الآسيوية الأكثر نجاحًا في مسابقات الرجال الدولية هي اليابان وكوريا الجنوبية في شرق آسيا والمملكة العربية السعودية وإيران في غرب آسيا. وفي كرة القدم النسائية كانت شرق آسيا مهيمنة خاصة اليابان والصين وكوريا الشمالية. كانت آسيا أكثر نجاحًا في كرة القدم النسائية من كرة القدم للرجال.
استضافت اليابان وكوريا الجنوبية كأس العالم 2002 . كانت النسخة الأولى التي لم تعقد في أوروبا أو الأمريكتين. من المقرر عقد كأس العالم 2022 في قطر لكن تم إعلان أنه يمكن إلغاؤها بسبب الرشوة أثناء عملية تقديم العطاءات.
استضافت جمهورية الصين الشعبية النسخة الأولى من كأس العالم للسيدات في عام 1991 وكذلك كأس العالم للسيدات 2007.

## باندي

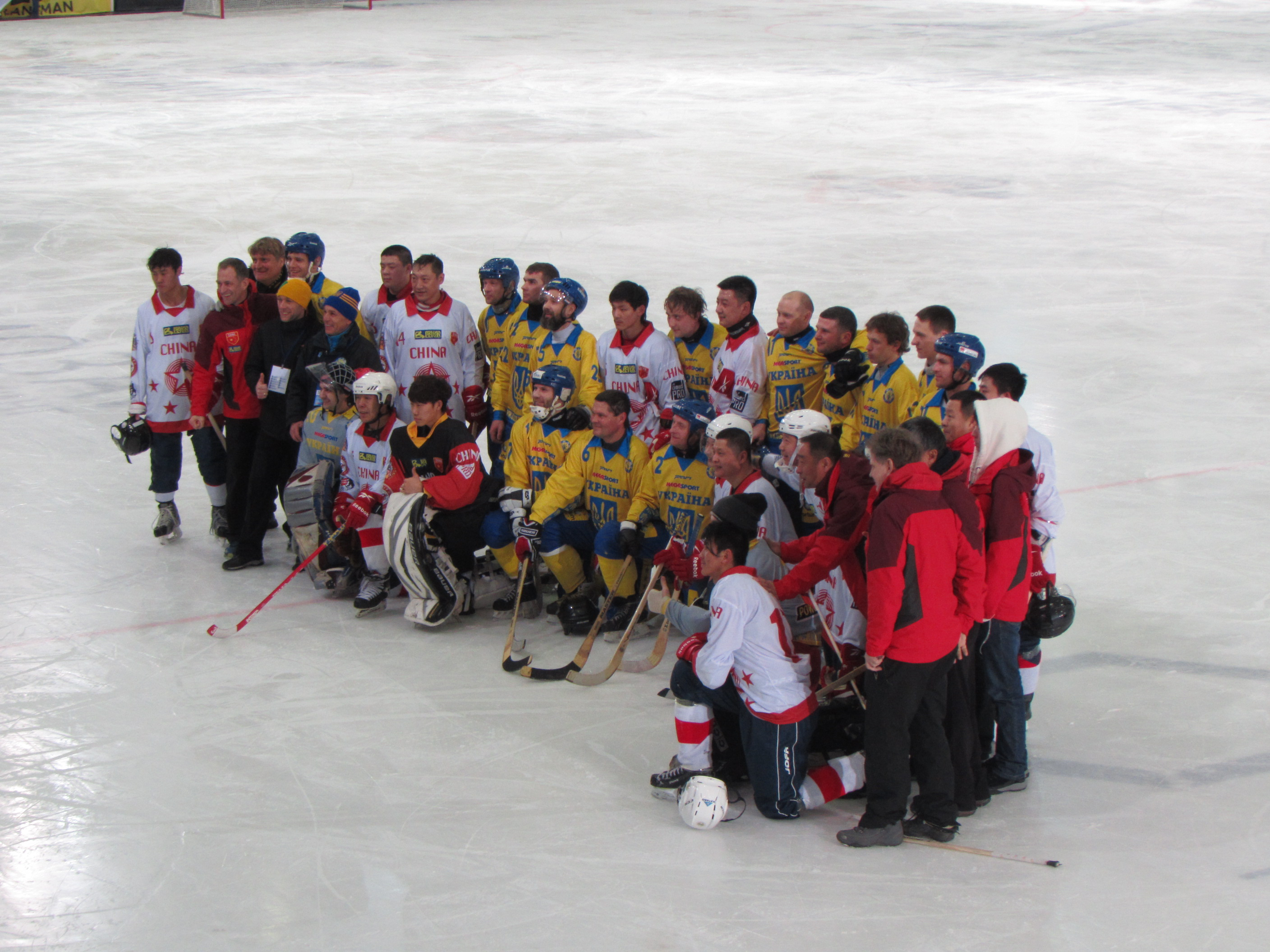
منتخب الصين الوطني مع أوكرانيا

باندي هي رياضة متنامية في آسيا وهي من الرياضات التقليدية في بعض الجمهوريات السوفيتية السابقة وخاصة كازاخستان (باندي هي الرياضة الجماعية الوحيدة التي حصلت فيها كازاخستان على ميداليات بطولة العالم) فهي جديدة إلى حد ما في بعض الجمهوريات الأخرى. كرم الرئيس تشياغين البجدورج منتخب منغوليا الوطني للباندي بعد الميدالية البرونزية في بطولة العالم 2017. وصلت اليابان إلى الدور نصف النهائي. وبالتالي فازت منغوليا عليهم في المباراة وفازت بالميدالية البرونزية. بدأت الصين في المنافسة في بطولة العالم في عام 2015 والفريق الوطني للسيدات في عام 2016 . سيتم لعب كل من القسم B في بطولة العالم للسيدات 2018 و 2018 (التي تخطط اليابان للعب لأول مرة فيها) في الصين، والتي ستكون المرة الأولى التي تقام فيها البطولة في دولة آسيوية بالكامل (المنطقة الواقعة شمال وغرب يقع نهر الأورال في أوروبا وبالتالي فإن كازاخستان حيث أقيمت بطولة العالم 2012 هي بلد عابر للقارات). في سبتمبر 2017 تم الإعلان عن افتتاح مكتب FIB للتنمية والتسويق في آسيا في هاربن.  وبصرف النظر عن البلدان المذكورة فإن أفغانستان وأرمينيا والهند وقيرغيزستان هي أيضًا أعضاء في FIB. في الفلبين بدأت محاولة في عام 2016 لإدخال حلبة التزحلق. FIB مهتم بشكل خاص بجعل كوريا الجنوبية تنضم إليها. اعتبارا من 2017 بدأت المفاوضات حول ذلك. 

## البيسبول

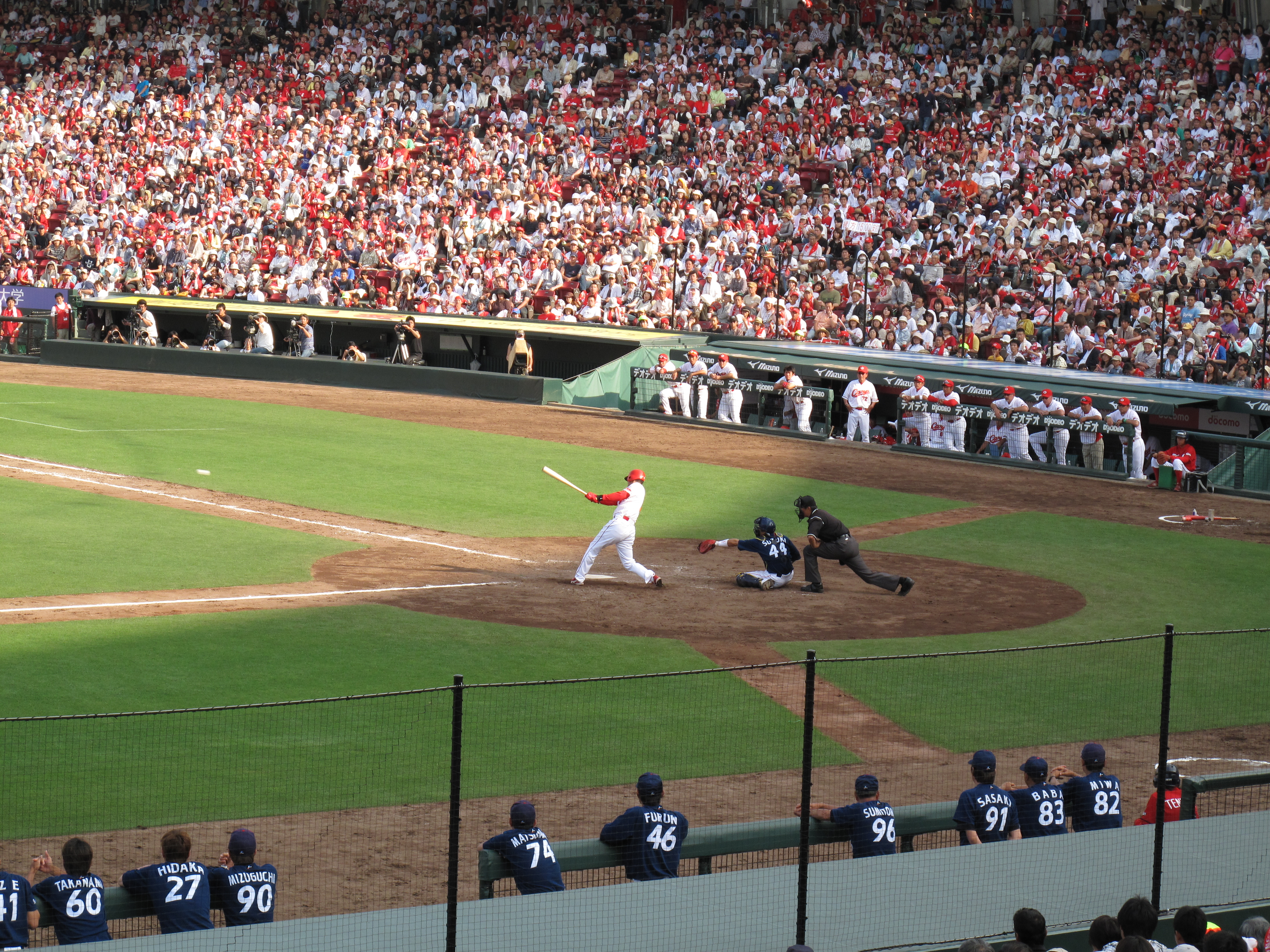
مباراة بيسبول في بطولة المحترفين في مدينة هيروشيما.

تعد لعبة البيسبول أكثر الرياضات شعبية في اليابان حيث تم تقديمها في سبعينيات القرن التاسع عشر وأصبحت محترفة في عشرينيات القرن العشرين. تم بدء دوري البيسبول الياباني من عام 1936 إلى عام 1949 وتم إعادة تنظيمه ليصبح الدوري الياباني لكرة القاعدة في عام 1950. وقد تم تحديد الفرق تاريخياً مع أصحاب الشركات وليس في المكان الذي يوجد فيه الفريق وغالبًا ما يتم نقلهم إلى مدن أخرى.
لعب أكثر من 50 لاعبًا يابانيًا المولد في دوري البيسبول الرئيسي بما في ذلك إيشيرو سوزوكي وهيديكي ماتسوي وكوجي أوهارا وهيديو نومو.
فاز فريق اليابان الوطني للبيسبول ببطولة العالم للعامين 2006 و 2009. المدرسة الثانوية للبيسبول تحظى بشعبية كبيرة في اليابان.
في كوريا الجنوبية تم تقديم لعبة البيسبول في عام 1900 وأنشئت رابطة KBO في عام 1982. تم تأسيس دوري البيسبول المحترف الصيني في تايوان في عام 1989. ومثل NPB تضم هاتان الدوريتان فرقًا مملوكة لشركات كبرى.

## كرة سلة
كرة السلة تحظى بشعبية في عدد من البلدان الآسيوية. ينظم لاتحاد الآسيوي لكرة السلة ويدير هذه الرياضة في المنطقة. الدول المتنافسة الرئيسية هي الصين واليابان والفلبين وإيران وكوريا الجنوبية وتايوان.
حصلت الفلبين على أفضل نتيجة في كأس العالم لكرة السلة من فرق خارج الأمريكتين وأوروبا وفازت بالبرونزية في بطولة العالم للاتحاد الدولي لكرة القدم عام 1954 . كما حصل الفريق على المركز الخامس في أولمبياد صيف 1936، وهو أفضل إنجاز لأي فريق خارج الأمريكتين وأوروبا وأوقيانوسيا. سيطرت الصين على بطولة آسيا لكرة القدم منذ سبعينيات القرن الماضي، بينما لا تزال الفلبين وتايوان وكوريا الجنوبية واليابان وإيران منافسين قويين. في كرة السلة للسيدات، خاضت بطولة آسيا للسيدات FIBA بين الصين وتايوان واليابان وكوريا الجنوبية.
عقدت كأس العالم لكرة السلة في آسيا في عام 1978 في الفلبين و2006 في اليابان وبحلول عام 2019، ستستضيف الصين نسخة هذا العام. في عام 2023 ستستضيف الفلبين واليابان مرة أخرى كأس العالم، إلى جانب إندونيسيا.
البطولة الرئيسية لأندية كرة السلة الآسيوية هي كأس أبطال آسيا لكرة السلة التي عقدت منذ عام 1981.

## الملاكمة
الملاكمة هي رياضة شهيرة في آسيا حيث يوجد عدد كبير من المعارك الاحترافية في جميع أنحاء المنطقة. في الغالب توجد شعبية كبيرة في بلدان مثل اليابان والفلبين وكوريا الجنوبية. الفلبين هي الأكثر هيمنة من حيث المستوى المهني والهواة مع تاريخ من أبطال العالم بما في ذلك بطل العالم ثمانية تقسيم ماني باكياو.

## الكريكيت

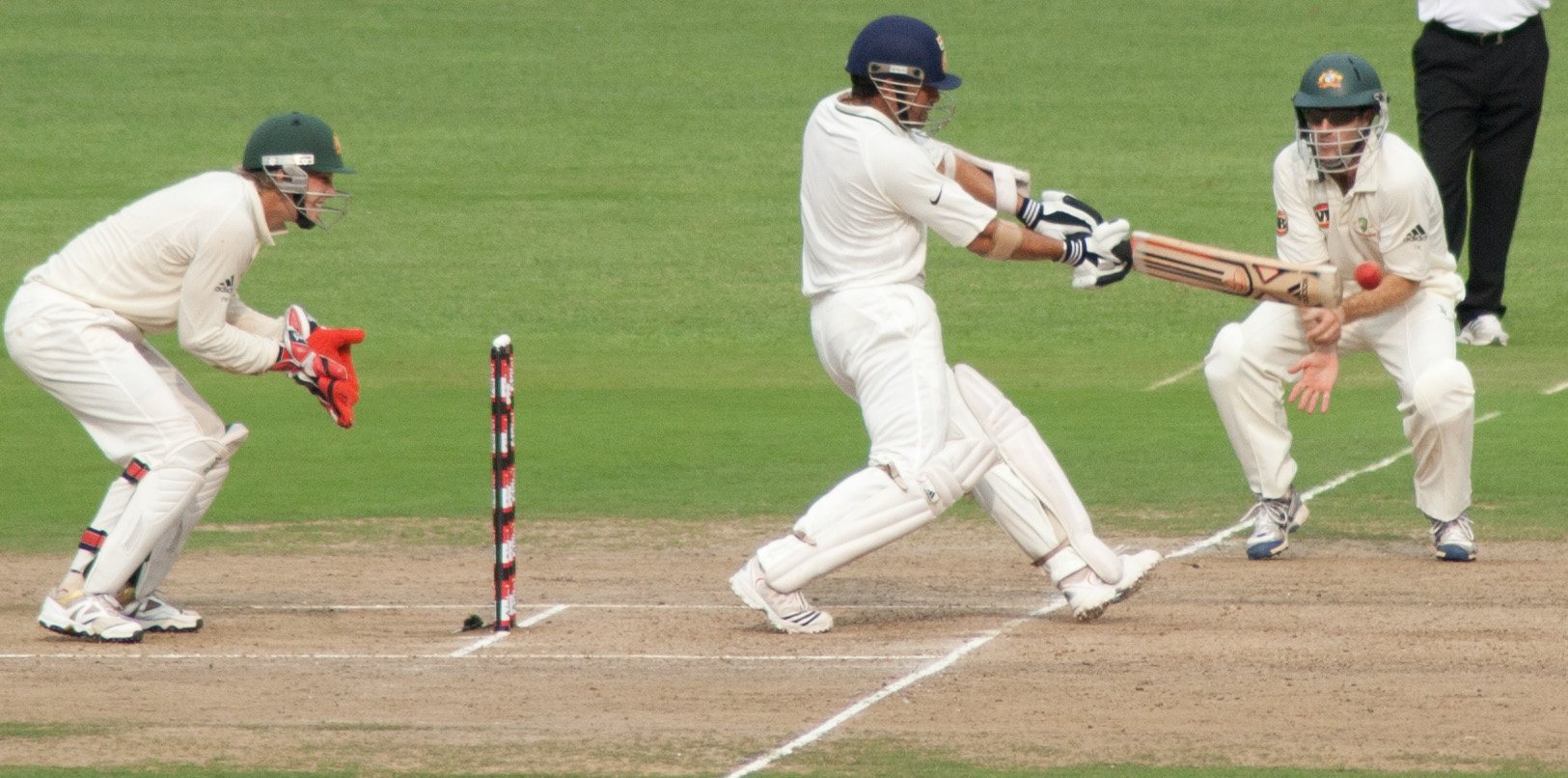
لاعب الكريكيت الهندي ساشين تيندولكار في اختبار لعبة الكريكيت

الكريكيت هي رياضة شعبية في جنوب آسيا. خمس دول لديها حالة تيست كريكت: أفغانستان، بنغلاديش، الهند، باكستان، وسريلانكا.
في كأس العالم للكريكيت فازت الهند بطبعتين بينما فاز كل من باكستان وسريلانكا مرة واحدة. في بطولة العالم للكريكيت فازت ثلاث دول مرة واحدة. كان من المعروف أن بنجلادش هي الأضعف بين الفرق الأربعة (لم يكن لأفغانستان وضع اختبار قبل 2017) بعد أن فازت بـ 7 من أصل 91 مباراة تجريبية و 95 من أصل 309 مباراة دولية ليوم واحد. ولكنها الآن تتألق في لعبة الكريكيت بعد الفوز ضد الجانبين عالية الجودة في لعبة الكريكيت العالم.
مجلس الكريكيت الآسيوي هي منظمة للكريكيت تأسست في عام 1983 لتعزيز وتطوير رياضة الكريكيت في آسيا. يتم تقسيم العضوية في مجلس الكريكيت الآسيوي بين خمسة أعضاء من حالة الاختبار وسبعة أعضاء منتسبين وأحد عشر عضوًا منتسبًا. هناك أربع دول آسيوية هي إندونيسيا واليابان والفلبين وكوريا الجنوبية وهي أعضاء في امجلس شرق آسيا والمحيط الهادئ بدلاً من مجلس الكريكيت الآسيوي على الرغم من أن إندونيسيا تقدمت بطلب للعضوية في مجلس الكريكيت الآسيوي.
كأس آسيا هي بطولة الكريكيت الدولية ذات يوم واحد و Twenty20 الدولية. بطولة الدوري الهندي الممتاز للكريكيت (Twenty20) لفرق الامتياز التي أقيمت منذ عام 2008.
تجذب المنافسة بين الهند وباكستان للكريكيت ما يصل إلى مليار مشاهد. ومع ذلك بسبب العلاقات المتوترة بين الهند وباكستان تمت مقاطعة سلسلة من المباريات بين عامي 1962 و 1977 و 1999-2003 ومنذ عام 2008.

## البلياردو
تحظى البلياردو بشعبية كبيرة في آسيا خاصة في دول شرق وجنوب آسيا. الاتحاد الآسيوي لرياضة البلياردو هو الهيئة الحاكمة الرئيسية في آسيا. تُمارس الألعاب الرياضية في الألعاب الآسيوية والمسابقات الإقليمية الأخرى. أنتجت دول مختلفة أبطال العالم في الغالب من الفلبين وتايوان واليابان وهونج كونج. 
غالباً ما تعتبر الفلبين عاصمة تجمع العالم لأن العديد من أفضل اللاعبين القادمين من البلاد. يشتهر اللاعبون الفلبينيون بإتقانهم الاستثنائي للعبة واستراتيجياتهم المبتكرة التي أحدثت ثورة في طريقة ممارسة الرياضة. كان هذا معروفًا باسم الغزو الفلبيني الذي شارك فيه العديد من اللاعبين الفلبينيين بما في ذلك فرنسيسكو بوستامينت. 

## الجولف
فاز عدد قليل من لاعبي الجولف الآسيويين فوزهم في الجولة الأوروبية للجولف. ونجح كى جي تشوي الذي لديه ثمانية انتصارات الجولة الأوروبية والمركز الثالث في بطولة الماسترز 2004 وثلاث مباريات في كأس الرؤساء ويانغ يونغ أون الذي فاز في بطولة الجولة الأوروبية 2009 .
في المقابل فازت العديد من لاعبات الغولف الآسيويات بالفوز بالبطولات الكبرى أبرزها إينبي بارك (سبع مرات) باك سي ري (خمس مرات) وياني تسنغ (خمس مرات) وجياي شين (مرتان).

## رياضة السيارات

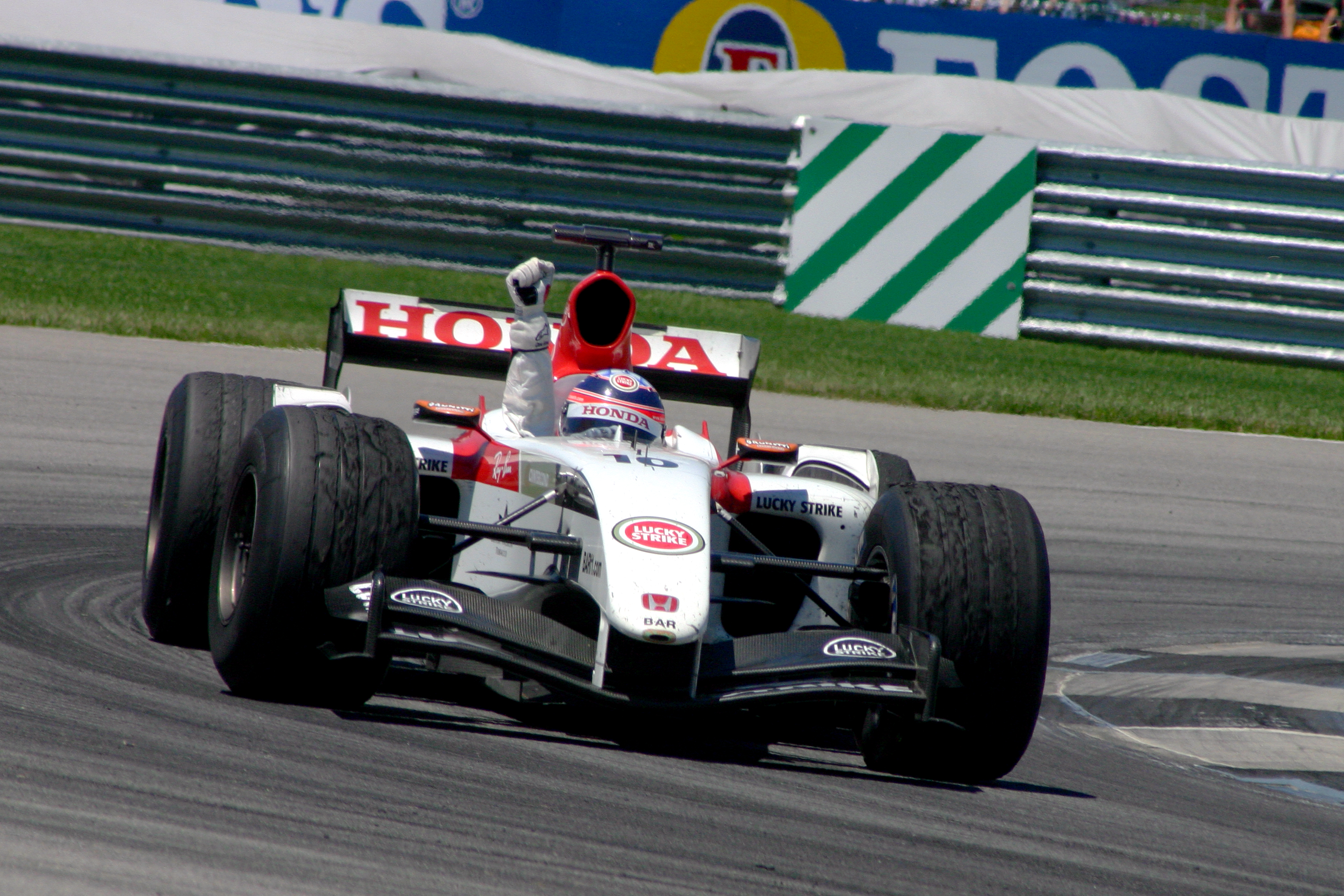
تاكوما ساتو يقود بار هوندا

رياضة السيارات تحظى بشعبية في اليابان. استضافت البلاد العديد من السباقات الدولية، مثل سباق الجائزة الكبرى الياباني (فورمولا 1) و 6 ساعات من سباق فوجى وسباق جائزة اليابان الكبرى للدراجات النارية (سباق الجائزة الكبرى للدراجات النارية) ورالي اليابان (بطولة العالم للراليات)، وبطولة العالم لسباق السيارات وسلسلة إندي كار.
فاز كازويوشي هوشينو وماساهيرو هاسمي وتوشيو سوزوكي وماساهيرو هاسمي 24 ساعة من دايتونا مع NISMO ؛ فاز Masanori Sekiya بجائزة 24 ساعة في لومان عام 1995 ؛ وفاز تاكوما ساتو بجائزة إنديانابوليس 50ماساهيرو هاسمي0 لعام 2017 . ومن بين سائقي السيارات اليابانيين البارزين الآخرين ساتوشي موتوياما وسيجي آرا وساتورو ناكاجيما وكازوكي ناكاجيما وكامي كوباياشي.
سباق الجائزة الكبرى في ماكاو الذي يقام منذ عام 1954 يشتهر بسباقات فورمولا 3 للسيارات السياحية وسباقات الدراجات الفائقة.
بدأت فورمولا 1 في إضافة المزيد من السباقات في آسيا مع سباق جائزة ماليزيا الكبرى في عام 1999 يليها سباق جائزة البحرين الكبرى وسباق الجائزة الكبرى الصيني في عام 2004 وسباق جائزة سنغافورة الكبرى في عام 2008 وجائزة سباق أبو ظبي الكبرى عام 2009 وسباق الجائزة الكبرى الكورية في عام 2010 وسباق الجائزة الكبرى الهندي سباق الجائزة الكبرى لعام 2013 وجائزة أذربيجان الكبرى الأوروبية لعام 2016.
استضافت الحلبات الرئيسية في الصين (حلبة شانغهاي الدولية وتشوهاى) وماليزيا وإندونيسيا وتايلاند والبحرين ودبي وأبو ظبي العديد من البطولات الدولية مثل بطولة العالم لسباق السيارات وبطولة العالم للسوبربايك وبطولة جي بي 2.
يُعقد سباق أبوظبي الصحراوي منذ عام 1991 ويُقام سباق سيلين كروس كونتري كونتري منذ عام 2012. ويشكل كلاهما جزءًا من بطولة كأس العالم لراليات الاتحاد الدولي للسيارات (FIA Cross Country Rally) و FIM عبر البلاد. السائق القطري ناصر العطية قد فاز 2011 و 2015 في رالي داكار.

## دوري الرجبي
يسيطر لبنان حاليا على دوري الرجبي في آسيا. يعد الفريق الوطني اللبناني لدوري الرجبي وفريق دوري الرجبي الوطني الروسي الفريقين الآسيويين الوحيدين اللذين شاركا في بطولة كأس العالم للرجبي.

## اتحاد الرغبي
تهيمن اليابان حاليا على اتحاد الرغبي في آسيا. منتخب اليابان الوطني لاتحاد الرغبي هو الفريق الآسيوي الوحيد الذي شارك في كأس العالم للرجبي حيث ظهر في جميع البطولات السبع حتى الآن.
يعد سباعي هونج كونج أحد أكثر فرق سباعيات الرغبي شهرة في العالم. تم تنظيمها منذ عام 1976 وهي جزء من سلسلة بطولة العالم للرجبي للسباعيات منذ عام 2000. وكانت بطولات السبعة للرغبي للسباعيات الأخرى في آسيا هي بطولة دبي للسباعيات والسباعين اليابانيين وسنغافورة والسباعيات وماليزيا والسباعيات الصينية. من المقرر أن تستضيف اليابان كأس العالم للرجبي لعام 2019 .

## التنس
كانت أكثر الدول الآسيوية نجاحًا في التنس هي الصين واليابان وتايوان والهند.
في بطولة الرجال الفردية حيث فاز كي نيشيكوري في نهائي بطولة الولايات المتحدة المفتوحة عام 2014 واثنين من بطولات الأساتذة بينما وصل فيجاي أمريتراج إلى ربع النهائي في أربع بطولات Grand Slams وكان الدور نصف النهائي في نهائيات WCT 1982. في منافسات الزوجي للرجال، فاز ليندر بايس بثماني بطولات في البطولات الاربع الكبرى وفاز ماهيش بوباثي بأربع بطولات في البطولات الاربع الكبرى وفي البيزا المختلطة فازت بـ10 وفاز ماهيش بوباثيبـ 8 بطولات كبرى. فاز ليندر بايس بما مجموعه 18 بطولة كبرى وهو أعلى عدد من لاعبي التنس الآسيويين وهو أيضًا من بين القلائل الذين يكملون بطولاتهم المهنية في الزوجي الزوجي والزوجي المختلط. فاز روهان بوبانا بأول لقب له في البطولات الاربع الكبرى المختلطة في بطولة فرنسا المفتوحة عام 2017 . حتى الآن فقط الرجال الهنود ينجحون في الفوز في البطولات الاربع الكبرى وأيضًا الفريق الأسيوي الأكثر نجاحًا في كأس ديفيس بعد أن وصلوا إلى النهائيات في ثلاث مناسبات.
سانيا ميرزا هي أنجح لاعبة تنس حيث فازت بستة بطولات جراند 3 في كل زوجي زوجي وزوجي مختلط. احتلت سانيا ميرزا المرتبة الأولى عالمياً في زوجي السيدات لمدة 91 أسبوعًا متتاليًا. في فردي السيدات، فازت لي نا بلقبين في البطولات الاربع الكبرى في بطولة فرنسا المفتوحة 2011 وبطولة أستراليا المفتوحة 2014. أصبحت ناومي أوساكا اليابانية ثاني لاعبة فردية للسيدات تفوز ببطولة الولايات المتحدة المفتوحة الكبرى عام 2018 وبطولة أستراليا المفتوحة 2019 ، بينما فازت كيميكو ديت كروم بأربعة ألقاب في بطولة اليابان المفتوحة في الدور قبل النهائي في ثلاث بطولات جراند سلام. من بين أبرز لاعبي الزوجي سيدات: أي سوجياما وهسيه سو وي وبنغ شواي وزينج جي.

## الكرة الطائرة

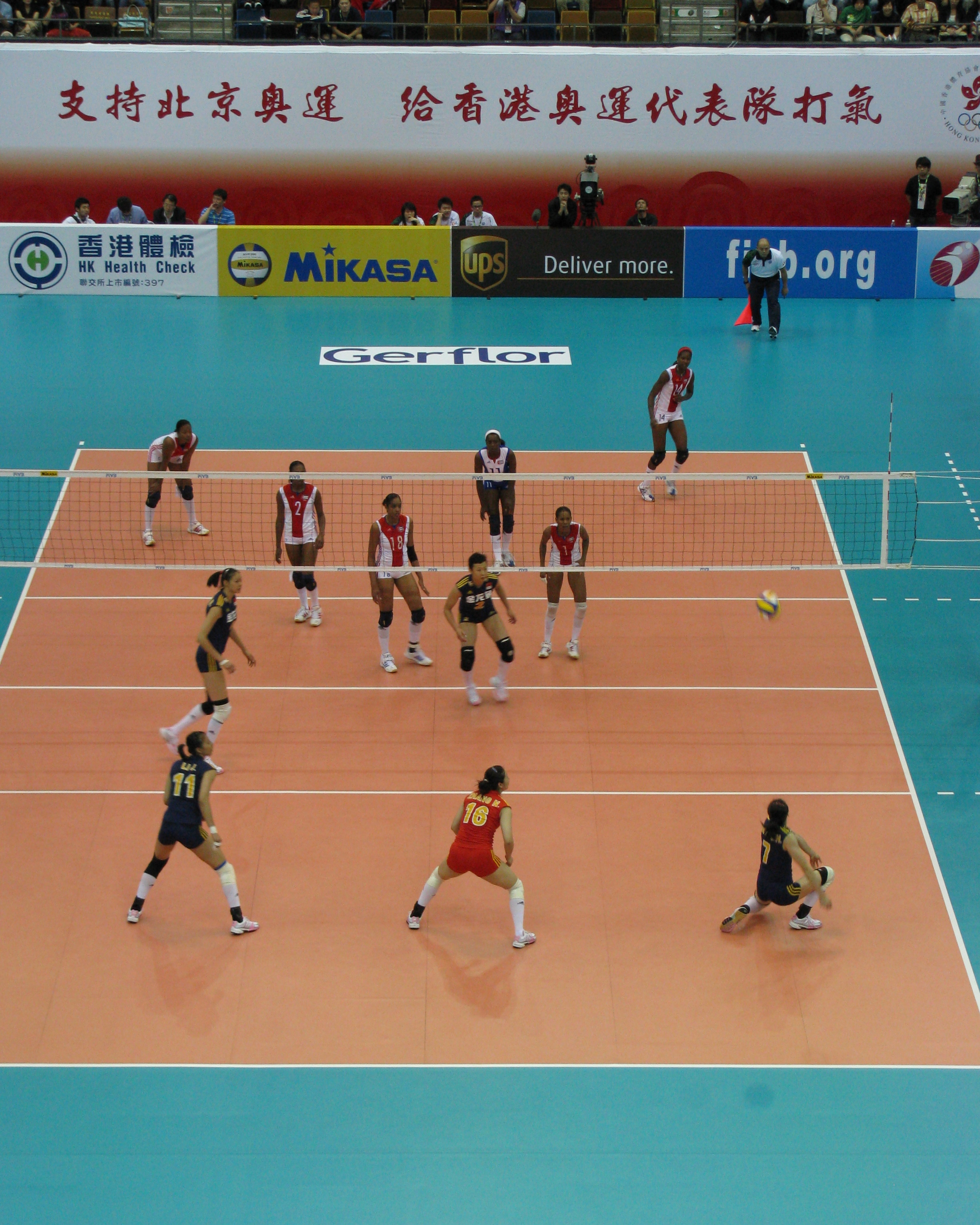
منتخب الصين للكرة الطائرة في سباق الجائزة الكبرى العالمي للكرة الطائرة في هونغ كونغ

في كرة الطائرة للرجال فاز المنتخب الياباني بثلاث ميداليات ذهبية أولمبية بما في ذلك ميدالية ذهبية في عام 1972. كما احتل الفريق المركز الثالث في بطولة العالم 1970 و 1974 والثاني في كأس العالم 1969 و 1977. كانت اليابان أقل نجاحًا في عصر الدوري العالمي. وفي الوقت نفسه، احتلت كوريا الجنوبية المركز الرابع في بطولة العالم عام 1978 وإيران في المركز السادس في بطولة العالم 2014.
في كرة الطائرة النسائية تهيمن فرق الصين واليابان الوطنية. فازت الصين بثلاث ميداليات ذهبية أولمبية وبطولتين عالميتين وأربع بطولات كأس العالم وسباق الجائزة الكبرى. وفي الوقت نفسه، فازت اليابان بميداليتين ذهبيتين أوليمبيتين وثلاث بطولات عالمية وكأس العالم. كما حصلت كوريا الجنوبية على المركز الثالث في الألعاب الأولمبية والبطولة العالمية وكأس العالم والجائزة الكبرى العالمية.

## الألعاب الأوليمبية

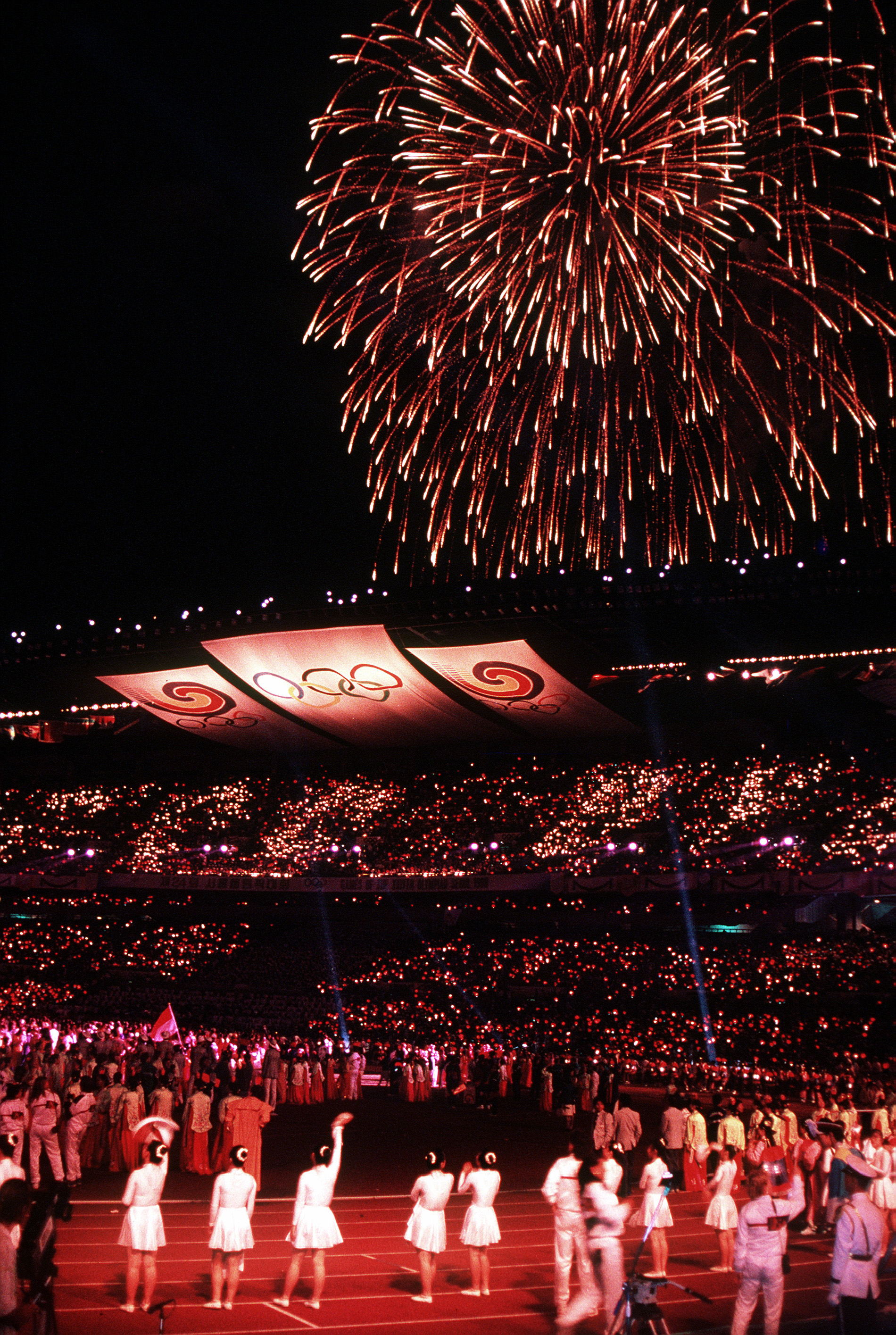
مراسم اختتام أولمبياد صيف 1988 في سيول

استضافت آسيا ما مجموعه خمس ألعاب أولمبية: ثلاث ألعاب أولمبية صيفية: 1964 في طوكيو، 1988 في سيول و2008 في بكين، واثنين من الألعاب الأولمبية الشتوية: 1972 في سابورو و1998 في ناغانو. اختارت اللجنة الأولمبية الدولية 3 مدن من آسيا لاستضافة الألعاب الأولمبية الثلاث التالية: 2018 في بيونغتشانغ، 2020 في طوكيو و2022 في بكين. ستكون بكين أول مدينة تستضيف الألعاب الأولمبية الصيفية والشتوية.
الدول الثلاث الأكثر نجاحًا في الألعاب الأولمبية هي الصين (الفائزين في عام 2008 والمركز الثاني في عامي 2004 و 2012)، واليابان (الثالثة في 1964 و 1968، الخامسة في الآونة الأخيرة حتى 2004) وكوريا الجنوبية (الرابعة في 1988 والخامسة في 2010 و 2012). سيطرت الدول الآسيوية على الجودو والتايكوندو وتنس الريشة وتنس الطاولة، بينما نجحت أيضًا في الرماية والغوص والجمباز ورفع الأثقال.
كانت ألعاب بطولة الشرق الأقصى مناسبة متعددة الرياضات أقيمت في الفترة من 1913 إلى 1934 وشارك فيها منافسون من جميع أنحاء آسيا. بعد الحرب العالمية الثانية تم إنشاء دورة الألعاب الآسيوية التي تسمى أيضًا الأسياد في عام 1951. وتعد الألعاب الآسيوية ثاني أكبر حدث متعدد الرياضات في العالم بعد الألعاب الأولمبية.  وهناك أيضًا نسخة شتوية من الألعاب الآسيوية والتي عقدت لأول مرة في عام 1986 .
تم حظر إسرائيل من الألعاب الآسيوية منذ عام 1978 لأسباب أمنية. ومع ذلك يؤكد مسؤولو الرياضة الإسرائيليون أنه كان بسبب المعارضة العربية والصينية لمشاركتهم. وقال صموئيل لالكين الأمين العام في الاتحاد الرياضي الإسرائيلي، «إن الحجة بأننا نطرح مشاكل أمنية كبيرة أمر مثير للسخرية تمامًا إذا كنت تعتقد أن كوريا الشمالية تتنافس. إنها مشكلة أسوأ لكنهم يريدون أن يخرجونا. لا يمكننا المشاركة بسبب ما نحن عليه».  بسبب الصراع العربي الإسرائيلي انضمت الاتحادات الرياضية الإسرائيلية إلى الاتحادات الأوروبية.
تتنافس بعض الدول الآسيوية في ألعاب الكومنولث وعلى الأخص الهند (الرابعة في جميع الميداليات على الإطلاق)، وماليزيا (11)، وسنغافورة (13)، وباكستان (15). عقدت نسخةعام 1998 في كوالا لامبور في حين عقدت طبعة عام 2010 في دلهي.

## الرياضات الأخرى
تشمل الرياضات الأخرى المعروفة كرة القدم الأمريكية التي لا تلعب في آسيا، ولكنها لا تزال تبث على التلفزيون والإذاعة. البرنامج الأكثر شيوعًا في كرة القدم الأمريكية هو سوبر بول وهو حدث يتم بثه في جميع أنحاء العالم تقريبًا. تعرض العديد من أماكن الاستراحة والحانات المزودة بتقنية HDTV لقطات للرياضات الأخرى في جميع أنحاء آسيا.

### الكابادي
الكابادى هي رياضة اتصال نشأت في الهند. اللعبة تحظى بشعبية في الهند وباكستان وبنغلاديش. تكتسب شعبية في بلدان أخرى مثل كوريا الجنوبية وإيران وتايلاند. تنافست المنتخبات الوطنية لهذه البلدان في كأس العالم للكابادي. يتم بث الدوري الهندي للكابادي في العديد من الدول الآسيوية.